# Streckspannung
Die Streckspannung ist nach EN ISO 527-1 (Bestimmung der Zugeigenschaften bei Kunststoffen) im Spannungs-Dehnungs-Diagramm der erste Spannungswert, bei dem ein Zuwachs der Dehnung ohne Steigerung der Spannung ({\displaystyle \partial \sigma /\partial \epsilon =0}) auftritt. Im Allgemeinen wird sie in Megapascal (MPa) angegeben und kann kleiner als die maximale Spannung beim Bruch der Probe sein.
Im Gegensatz zur Streckgrenze bei metallischen Werkstoffen findet bei Kunststoffen auch bei Spannungen unterhalb der Streckspannung eine bleibende Verformung statt. Sie ist deshalb keine äquivalente Dimensionierungsgröße. Stattdessen wird dafür häufig die Spannung bei x % Dehnung oder aber ein aus Zeitstandversuchen ermittelter Wert verwendet.